# Melocactus ernestii

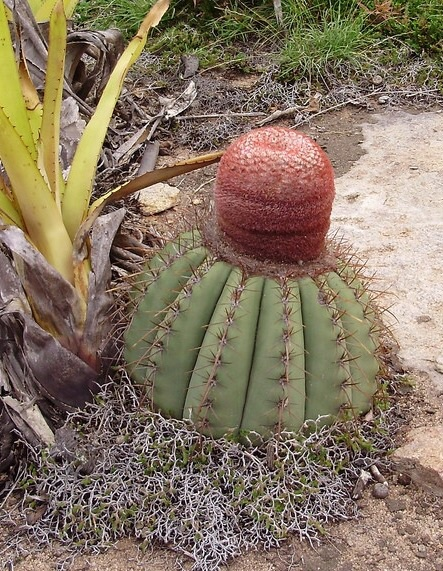
Melocactus ernestii im Habitat

Melocactus ernestii ist eine Pflanzenart aus der Gattung Melocactus in der Familie der Kakteengewächse (Cactaceae). Das Artepitheton ernestiiehrt den deutschen Botaniker und Entdecker Ernst H. G. Uhle (1854–1915).

## Beschreibung
Melocactus ernestii wächst mit hell gelblichgrünen bis dunkelgrünen, nahezu kugelförmigen bis kurz zylindrischen Körpern, die Wuchshöhen von 9 bis 45 Zentimetern und Durchmesser von 7 bis 35 Zentimetern erreichen. Es sind 9 bis 13 mehr oder weniger gerundete Rippen vorhanden, die eine leicht scharfe Kante aufweisen. Die Dornen sind rot und gelb gebändert oder rötlich oder bräunlich gefärbt. Die 3 bis 8 Mitteldornen, von denen die untersten gebogen oder gerade sind, sind 3,2 bis 9 Zentimeter lang. Die 7 bis 13 geraden oder nach außen gebogenen Randdornen erreichen Längen von 4 bis 15 Zentimetern. Das aus mehr oder weniger rosaroten Borsten gebildete Cephalium, das an der Spitze nur selten mit weißer Wolle bedeckt ist, wird bis 18 Zentimeter hoch und erreicht Durchmesser bis 8 Zentimeter.
Die hell bis dunkel rosamagentafarbenen Blüten sind 1,95 bis 2,9 Zentimeter lang und weisen Durchmesser von 9 bis 18 Millimeter auf. Die an der Spitze tiefrosafarbenen bis roten Früchte sind 1,4 bis 4,5 Zentimeter lang.

## Verbreitung, Systematik und Gefährdung
Melocactus ernestii ist im Nordosten Brasiliens verbreitet.
Die Erstbeschreibung erfolgte 1920 durch Friedrich Karl Johann Vaupel. Ein nomenklatorisches Synonym ist Melocactus oreas subsp. ernestii (Vaupel) P.J.Braun (1988).
Es werden folgende Unterarten unterschieden:
- Melocactus ernestii subsp. ernestii
- Melocactus ernestii subsp. longicarpus (Buining & Brederoo) N.P.Taylor

In der Roten Liste gefährdeter Arten der IUCN wird die Art als „Least Concern (LC)“, d. h. als nicht gefährdet geführt.

## Nachweise

## Weiterführende Literatur
- Frederic Mendes Hughes, Marcelino De La Cruz Rot, Roberto Lisboa Romão, Marina Siqueira de Castro: Dinâmica espaço-temporal de Melocactus ernestii subsp. ernestii (Cactaceae) no Nordeste do Brasil. In: Revista Brasileira de Botânica. Band 34, Nummer 3, 2011, S. 389–402 (PDF; 610 kB).